# Slotegrator
Slotegrator — поставщик программного обеспечения для игорного бизнеса. Компания предоставляет различные услуги в области разработки игр и онлайн-казино, ставок, виртуального спорта, лицензирования и продвижения онлайн-проектов, а также, сотрудничает с мировыми поставщиками игрового программного обеспечения на рынке, включая Endorphina, Amatic, TomHorn и другие.

## История
Компания Slotegrator существует с 2012 года и имеет штаб-квартиру в Праге, Чехия и два офиса в Европе. В настоящее время в компании насчитывается более 300 сотрудников по всему миру.
Компания начала функционировать в самое сложное время для игорного бизнеса онлайн. В период с 2009 по 2010 гг., во многих странах СНГ был наложен запрет на игорный бизнес. Вследствие чего, многие операторы были вынуждены перейти в интернет-пространство. Первое время, игорный бизнес в онлайн-пространстве совсем не контролировался, что привело к недоверию со стороны игроков к онлайн-казино.  Поэтому, Slotegrator начал развиваться именно в сфере онлайн-гемблинга.
2015 стал значимым годом для компании. В этом году, компания значительно пополнила список своих партнеров, начала сотрудничать с известными разработчиками игр и заключила множество договоров о поставках программного обеспечения. Также, компания разработала уникальный API-протокол благодаря которому, у игорных платформ есть возможность за одну процедуру интеграции добавлять сразу несколько игр от разных разработчиков на свой сайт.
В 2016 году, Slotegrator начал работать над созданием Telegram-казино. Суть этого проекта заключается в создании специального бота в мессенджере Telegram, с помощью которого пользователи смогут получить доступ к игорной площадке.
В 2017 году, разработка Telegram-казино
была завершена и Slotegrator представил своего бота. В этом же году, компания подписала соглашение с Vivo Gaming, который разрабатывает такие настольные игры, как классический блэкджек, рулетку с подсказками и повторными ставками, кости и шесть видов баккары.
В 2018 году был представлен еще один продукт от Slotegrator - Moneygrator. Платформа Moneygrator включает в себя более 15 востребованных и популярных криптовалют и более 100 платежных систем, а также позволяет интегрировать все платежные системы за один процесс.
В том же году, в начале лета, был проведен ребрендинг единого протокола интеграции игр, после чего он получил название - APIgrator.
Компания также подписала соглашение о сотрудничестве с DLV, провайдером из Латвии.
В 2019 году Slotegrator представил 2 решения для  онлайн-казино — это Sportegrator и Partnegrator. Также компания заключила много новых договоров с передовыми разработчиками игр, такими как True Lab, Reel NRG, Evolution Gaming,  BGaming, CT gaming Interective и другие.
Несмотря на пандемию и экономический кризис, 2020 год был достаточно продуктивным для Slotegrator. Компания выпустила ряд проектов включая Казино-конструктор, которое основано на базе Wordpress.
В 2021 году вступили в силу поправки внесенные в Закон об Азартных Играх, Закон о Лицензиях и Разрешениях, Закон о Взносах для Игорного Бизнеса, Закон о Взносах за Разрешения и Лицензии и Административный кодекс Грузии. Slotegrator уже давно на гемблинг-рынке в Грузии и несмотря на ряд изменений в законах, компания продолжила предоставлять услуги лицензирования в этой стране.
  Еще одним важным событием для компании стало подписание договора о сотрудничестве с дочерней компанией Novomatic Interactive, Greentube. Подписав этот договор, компания расширила свое портфолио мобильными и онлайн версиями игр от компании  Greentube.

## Деятельность
Slotegrator является не только поставщиком игр и софта для онлайн-казино, а также разрабатывает свои собственные проекты. Компания запустила более чем 60 различных проектов. Самые известные среди них: онлайн-казино “Под Ключ”, Moneygrator, Telegram-казино, Bitcoin казино, онлайн-спортсбук, казино-конструктор и другие.
Slotegrator сотрудничает с европейскими и азиатскими разработчиками игр и софта для гемблинг-платформ онлайн. На сегодняшний день насчитывается более 50 стратегических партнеров компании, таких как: Habanero, Microgaming, Amatic, Endorphina и многие другие.

## Награды
Slotegrator заняли призовые места в трех номинациях Login Casino Awards 2020:
- 1-е место — Employer of the Year
- 2-е место — Best webinar of 2020
- 2-е место — Marketing Guru

## Мероприятия
После легализации игорного бизнеса в Украине в 2021 году, Slotegrator принял участие в конференции Ukrainian Gaming Week (UGW), которая состоялась 24-25 февраля. Также, компания приняла участие в выставке и конференции SPiCE India (Strategic Platform for iGaming Conference & Exhibition), которая состоялась 23-25 марта 2021 года на Гоа в Индии.
В 2022 году Slotegrator также увеличил свое присутствие в оффлайне и принял участие в ряде крупных игорных мероприятий, таких как SiGMA Asia, Casino Beats Summit, Betting on Sports Europe, SiGMA CIS, SBC Barcelona, а также iGamingNext Malta, iGB Live! и SiGMA Malta.